# Jean-Sébastien Côté (hockey sur glace)
Pour les articles homonymes, voir Côté (homonymie).
Jean-Sébastien Côté (né le 8 mai 1986 à Matane, dans la province de Québec au Canada) est un joueur professionnel canadien de hockey sur glace.

## Carrière de joueur
Lors de la saison 2002-2003, il joue 1 match avec l'Océanic de Rimouski de la Ligue de hockey junior majeur du Québec.
Il passe les quatre saisons suivantes dans la LHJMQ. Il joue avec l'Océanic, puis avec les Saguenéens de Chicoutimi et les Mooseheads d'Halifax.
Lors de la saison 2007-2008, il joue avec le 98.3 FM de Saguenay de la Ligue centrale de hockey.
La saison suivante, il commence sa carrière professionnelle, alors que l'équipe se joint à la Ligue nord-américaine de hockey.

## Statistiques
| Saison    | Équipe                   | Ligue          |    | Saison régulière | Saison régulière | Saison régulière | Saison régulière | Saison régulière |   | Séries éliminatoires | Séries éliminatoires | Séries éliminatoires | Séries éliminatoires | Séries éliminatoires |
| Saison    | Équipe                   | Ligue          | PJ | B                | A                | Pts              | Pun              | PJ               | B | A                    | Pts                  | Pun                  |                      |                      |
| 2002-2003 | Océanic de Rimouski      | LHJMQ          | 1  | 0                | 0                | 0                | 0                | -                | - | -                    | -                    | -                    |                      |                      |
| 2003-2004 | Océanic de Rimouski      | LHJMQ          | 34 | 12               | 8                | 20               | 99               | 9                | 0 | 1                    | 1                    | 10                   |                      |                      |
| 2004-2005 | Océanic de Rimouski      | LHJMQ          | 62 | 9                | 10               | 19               | 108              | 13               | 5 | 1                    | 6                    | 22                   |                      |                      |
| 2005      | Océanic de Rimouski      | Coupe Memorial | -  | -                | -                | -                | -                | 5                | 0 | 1                    | 1                    | 15                   |                      |                      |
| 2005-2006 | Océanic de Rimouski      | LHJMQ          | 32 | 11               | 13               | 24               | 49               | -                | - | -                    | -                    | -                    |                      |                      |
| 2005-2006 | Saguenéens de Chicoutimi | LHJMQ          | 32 | 8                | 12               | 20               | 18               | 9                | 2 | 4                    | 6                    | 2                    |                      |                      |
| 2006-2007 | Saguenéens de Chicoutimi | LHJMQ          | 19 | 6                | 2                | 8                | 22               | -                | - | -                    | -                    | -                    |                      |                      |
| 2006-2007 | Mooseheads d'Halifax     | LHJMQ          | 28 | 3                | 7                | 10               | 56               | 12               | 0 | 0                    | 0                    | 24                   |                      |                      |
| 2007-2008 | 98.3 FM de Saguenay      | LCH-AAA        | 32 | 13               | 11               | 24               | 77               | 11               | 1 | 3                    | 4                    | 24                   |                      |                      |
| 2008-2009 | 98.3 FM de Saguenay      | LNAH           | 30 | 9                | 10               | 19               | 63               | 5                | 0 | 0                    | 0                    | 15                   |                      |                      |
| 2009-2010 | Marquis de Saguenay      | LNAH           | 24 | 3                | 3                | 6                | 40               | 9                | 1 | 2                    | 3                    | 22                   |                      |                      |
| 2010-2011 | Marquis de Saguenay      | LNAH           | 2  | 0                | 0                | 0                | 6                | -                | - | -                    | -                    | -                    |                      |                      |

## Trophées et honneurs personnels
- Saison 2004-2005 de la LHJMQ : gagne la Coupe du président et participe à la Coupe Memorial avec l’Océanic de Rimouski.